# Raffaello Morelli
Raffaello Morelli (Pisa, 15 luglio 1940) è un politico italiano.
È stato Presidente nazionale dell'AGI, Associazione Goliardi Indipendenti, di ispirazione laico-liberale.

## Biografia
Consigliere Nazionale del Partito Liberale Italiano-PLI in rappresentanza dei giovani (dal 1962), Consigliere Comunale di Livorno dal 1964 al 1975, tra i fondatori della corrente Presenza Liberale (opposizione da sinistra a Giovanni Malagodi), entrò in sua rappresentanza nella Direzione Centrale PLI (1969) dove venne confermato più volte. Proseguì l'opposizione alla Segreteria di Agostino Bignardi e fu tra i principali sostenitori di nuovi assetti politici con il passaggio della Segreteria a Valerio Zanone (1976). Eletto nel Collegio di Firenze Consigliere della Regione Toscana nel 1980 (dove esercitò la funzione di segretario della Presidenza del Consiglio), divenne Vicesegretario nazionale PLI nel 1985/1986, tornando all'opposizione interna nei primi anni della Segreteria di Renato Altissimo.
Tra i promotori in Cassazione del referendum sulla responsabilità civile dei magistrati (1986), accolto l'anno dopo, divenne nel 1987 Vice Presidente della SACIS, consociata RAI, confermato nel settembre 1991, e poi dimissionario alcuni mesi dopo avendo scelto di restare Vice Presidente nazionale del PLI, carica assunta nel maggio 1991. Fu di nuovo tra i promotori in Cassazione del cosiddetto referendum per la riforma Democratica (settembre 1991), che puntava ad escludere i partiti dagli organi amministrativi degli istituti di credito e ad abolire il Ministero delle partecipazioni statali (referendum accolto nell'aprile del 1993, dopo il rinvio per scioglimento delle Camere nel 1992); in seguito fu anche tra i promotori in Cassazione del Referendum per la Riforma Elettorale (1992) che, accolto nell'aprile del 1993, contribuì ad avviare la profonda trasformazione della politica italiana introducendo il maggioritario.
Dal 1994 è componente del Consiglio Nazionale del Movimento Federalista Europeo.
Allo scioglimento del PLI, partecipò alla fondazione della Federazione dei Liberali-FdL di cui fu inizialmente Coordinatore (1994) e poi Segretario Politico (1995) partecipando in questa veste a fondare la coalizione dell'Ulivo che candidò Romano Prodi a Presidente del Consiglio. La FDL fu membro di Liberal International e del gruppo europeo ELDR.
Negli anni della sua segreteria (fino al 2005) ha convocato sette congressi della FdL e ha sempre sostenuto una linea in pratica articolata su tre punti:
1. la necessità di un soggetto autonomo liberale sulla linea laica della Internazionale liberale e della ELDR-Partito dei Liberali, Democratici e Riformatori
2. la conseguente contrarietà al berlusconismo che non ritiene rispetti i principi basilari del liberalismo
3. la diffidenza nei confronti dell'ulivismo indistinto e di ogni pretesa di fare della coalizione di centro sinistra un unico soggetto politico.

Dal novembre 2005 è il Presidente della FdL, la quale, sviluppando la medesima linea politica, si sta adoperando per la Costituente di quanti, ritenendo decisivo colmare il buco di liberalismo che c'è nel paese, intendono costituire un più ampio raggruppamento liberale.
Nel 2008 è diventato presidente del neonato Partito della Libertà aderente alla FdL , per impedire all’on. Berlusconi di dare lo stesso nome al partito unico del centro destra (che infatti divenne Popolo della Libertà).
Nel 2009 ha presieduto il Comitato Batti il referendum elettorale che si impegnò con successo contro il referendum Gazzetta Segni richiesto per dare il 55% dei seggi al primo partito alle elezioni. Nel 2011 ha presieduto il Comitato Per l’acqua, proprietà e controlli pubblici, gestione libera che svolse una decisa campagna per respingere i quesiti ingannevoli del referendum e che, pur perdendo, raccolse quasi 1,3 milioni di voti. Nel 2016 è stato uno dei tre fondatori del Comitato Per le liberta’ dei cittadini, no al peggio che riunì l’area liberale per fare una serrata campagna contro l’oligarchica proposta di riforma della Costituzione voluta dal Governo Renzi, campagna fondata sul dettagliato confronto scritto artico per articolo del testo in fiore e quello proposto. Nell settembre 2020 è stato tra i fondatori del Comitato il Sì delle Libertà a sostegno  del referendum per la riduzione dei parlamentari . Nella primavera del 2021 è tra i fondatori e i portavoce del Comitato Via le mani dall’Inoptato che si prefigge di eliminare la distribuzione dell’8x1000 dell’Irpef Inoptato.
Fa parte del Comitato Scientifico, Dipartimento Ricerca , della Fondazione Luigi Einaudi di Roma. 
È autore di migliaia di interventi e scritti  politico culturali in cui afferma che in Italia la principale carenza democratica è il buco di liberalismo politico autonomo.
Ha pubblicato nel marzo 2011 il libro LO SGUARDO LUNGO (Edizioni Tecnico Scientifiche, Pisa) che ripercorre diffusamente la storia del separatismo Stato religioni dal 1861 al novembre 2010, ne approfondisce il retroterra culturale , illustra le linee per un’azione separatista oggi, e riporta in appendice i testi dei principali documenti in materia. Negli anni successivi ha pubblicato altri due libri, sempre l’ETS, a proposito del Tempo Fisico e del suo introdurlo nella logica matematica e nelle istituzioni. Nel dicembre 2019 ha pubblicato in ebook  “Progetto per la Formazione delle Libertà”  A giugno 2021 ha pubblicato il testo molto ampio “ Sessanta anni dopo”   all’interno del libro collettaneo in ricordo di Luigi Einaudi edito dalle edizioni Libro Aperto.Il 15 gennaio 2022 su Amazon ha pubblicato “Un’esperienza istruttiva” - Il PLI come è stato dalla ricostituzione allo scioglimento, 1944-1994. Da fine febbraio ha pubblicato diversi articoli sulla necessità che in Ucraina  l’Occidente non tradisca i propri principi con l'incentivare il protrarsi della guerra. Scrive su numerose riviste dell’area liberale, come Libro Aperto, Competere, Liberalismo Gobettiano,  Non Credo, Carta Libera. Una vasta raccolta di assai più di duemila dei testi pubblicati si trova sul sito  www.losguardolungo.it  biblioteca.